# Gare de Niederbronn-les-Bains
La gare de Niederbronn-les-Bains, usuellement appelée gare de Niederbronn, est une gare ferroviaire française de la ligne de Haguenau à Hargarten - Falck, située sur le territoire de la commune de Niederbronn-les-Bains, dans la collectivité européenne d'Alsace, en région Grand Est.
Elle est mise en service en 1864 par la Compagnie des chemins de fer de l'Est.
C'est une halte voyageurs de la Société nationale des chemins de fer français (SNCF), desservie par des trains express régionaux.

## Situation ferroviaire

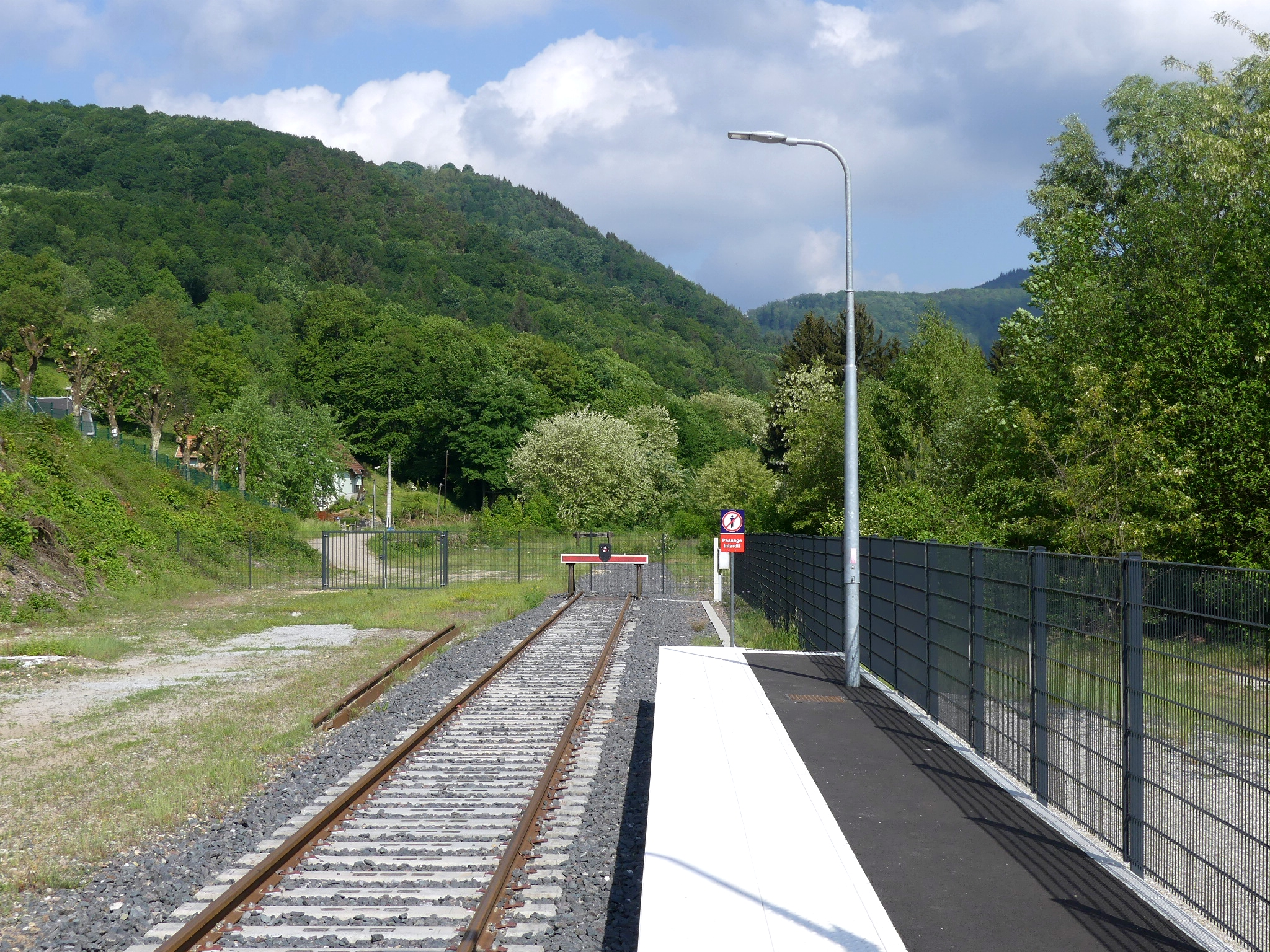
Heurtoir en gare de Niederbronn marquant la limite d'exploitation de la ligne.

Établie à 199 mètres d'altitude, la gare de Niederbronn-les-Bains est située au point kilométrique 21,432 de la ligne de Haguenau à Hargarten - Falck, entre la gare ouverte de Reichshoffen-Ville et la gare fermée de Philippsbourg. 
La ligne de Haguenau à Hargarten-Falck est inexploitée entre Niederbronn et Sarreguemines.  

## Histoire

### Première gare
La station de Niederbronn est mise en service le 19 septembre 1864, par la Compagnie des chemins de fer de l'Est lorsqu'elle ouvre à l'exploitation la ligne de Haguenau à Niderbronn, embranchement d'intérêt local de la ligne de Strasbourg à Wissembourg. Extrémité de la ligne, la gare est édifiée à la bordure Est de la ville, sur la rive gauche du Falkensteinerbach à proximité de la route qui relie Strasbourg et Bitche.

### Deuxième gare
Le 8 décembre 1869, une nouvelle station de Niederbronn est mise en service, au sud de la ville sur la rive droite du Falkensteinerbach, par la compagnie de l'Est lorsqu'elle ouvre à l'exploitation la deuxième section, de Sarreguemines à Niederbronn, de sa ligne de Thionville à Niederbronn. Elle prend la place de la précédente du fait que le raccordement entre les deux lignes s'effectue plus au sud que l'ancienne gare. De ce fait l'édifice d'origine est désaffecté ainsi qu'un kilomètre de voies.
Après la guerre franco-allemande de 1870, Niederbronn se retrouve en Alsace-Lorraine, territoire annexé par l'Empire allemand qui intègre en 1871 les anciennes installation ferroviaires de la compagnie de l'Est dans le réseau de la Direction générale impériale des chemins de fer d'Alsace-Lorraine (EL pour Elsaß-Lothringen). Celle-ci va remanier le modeste bâtiment voyageurs en en faisant un édifice imposant avec une tour en pierre de taille et de nombreuses extensions construites successivement. Sur les deux photos ci-dessous, la gare, à gauche, a déjà été agrandie par rapport à l'image de droite (une grande aile en plus) mais n'a pas encore été dotée d'une grande galerie couverte néoclassique agrandissant la salle d'attente. Cette extension sept travées se continuait par une avancée de l'aile de droite.

Bâtiment voyageurs EL vers 1900
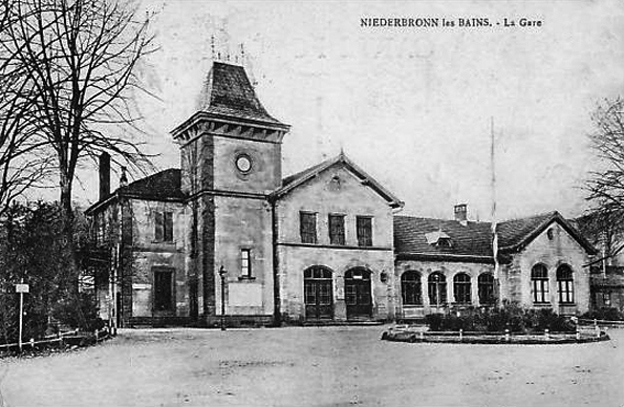
Vu de la place.
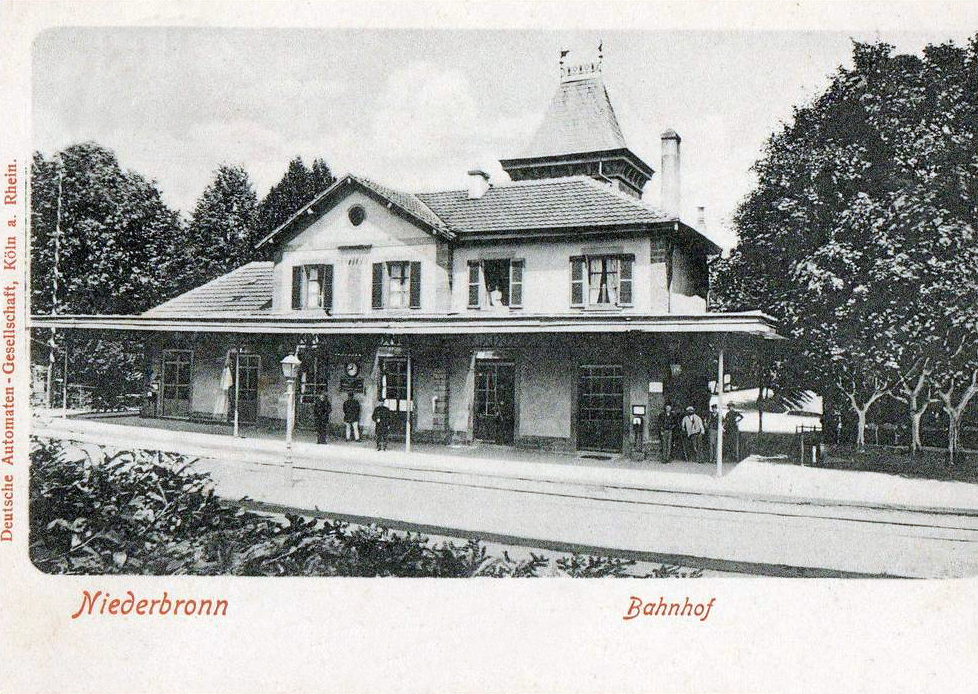
Vu des quais (avant agrandissement).

Le 19 juin 1919, la gare entre dans le réseau de l'Administration des chemins de fer d'Alsace et de Lorraine (AL), à la suite de la victoire française lors de la Première Guerre mondiale. Puis, le 1er janvier 1938, cette administration d'État forme avec les autres grandes compagnies la SNCF, qui devient concessionnaire des installations ferroviaires de Niederbronn. Cependant, après l'annexion allemande de l'Alsace-Lorraine, c'est la Deutsche Reichsbahn qui gère la gare pendant la Seconde Guerre mondiale, du 1er juillet 1940 jusqu'à la Libération (en 1944 – 1945).

### Gare actuelle
Le bâtiment voyageurs est détruit par faits de guerre en 1945 et reconstruit par la SNCF en 1960 dans un style contemporain. En 1962, la gare dispose d'une voie d'évitement et de plusieurs voies de service.
Le service voyageurs ferroviaire en direction de Bitche est fermé le 4 novembre 1996. La gare est fermée au service du fret le 3 octobre 2011.
En 2014, c'est une gare voyageurs d'intérêt régional (catégorie B : la fréquentation est supérieure ou égale à 100 000 voyageurs par an de 2010 à 2011), qui dispose d'un quai d'une longueur utile de 150 mètres (afin d’accueillir deux rames couplées de Regiolis, soit 144 mètres).
Entre mars et septembre 2017, la section de ligne entre Haguenau et Niederbronn-les-Bains est fermée à la circulation, pour travaux de rénovation.

## Fréquentation
De 2015 à 2024, selon les estimations de la SNCF, la fréquentation annuelle de la gare s'élève aux nombres indiqués dans le tableau ci-dessous.
| Année                      | 2015    | 2016    | 2017    | 2018    | 2019    | 2020    | 2021    | 2022    | 2023    | 2024    |
| -------------------------- | ------- | ------- | ------- | ------- | ------- | ------- | ------- | ------- | ------- | ------- |
| Voyageurs                  | 129 231 | 131 183 | 128 558 | 129 055 | 128 680 | 105 679 | 151 798 | 211 326 | 213 944 | 228 854 |
| Voyageurs et non voyageurs | 161 539 | 163 979 | 160 698 | 161 319 | 160 850 | 132 099 | 189 748 | 264 158 | 267 431 | 286 067 |

## Service des voyageurs

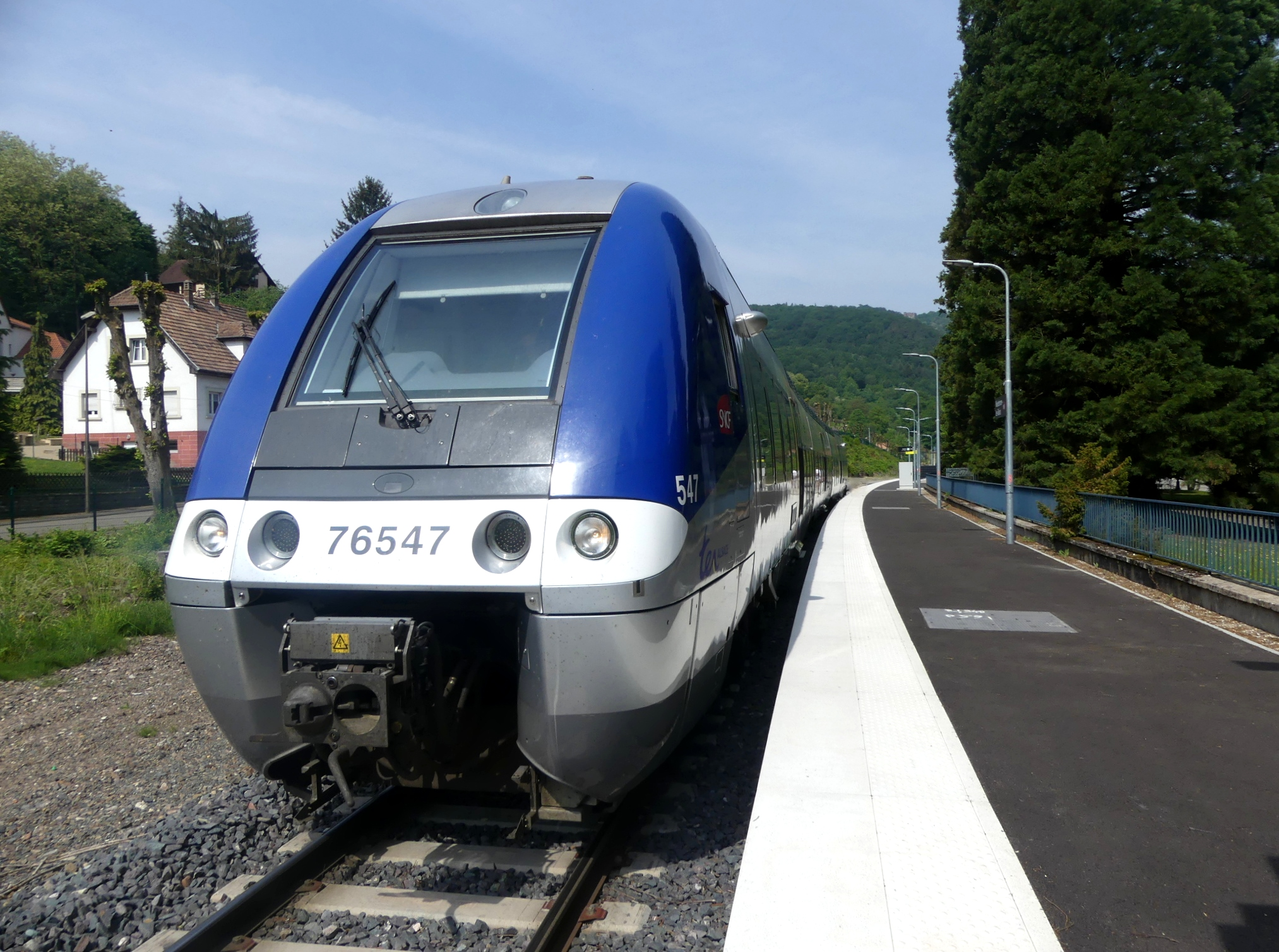
Le TER X 76547 à quai en 2018.

### Accueil
Halte SNCF, c'est un point d'arrêt non géré (PANG) à entrée libre. Elle est équipée d'un automate pour l'achat de titres de transport TER.

### Desserte
Niederbronn-les-Bains est desservie par des trains TER Grand Est de la relation Strasbourg-Ville - Niederbronn (ligne 05). 

### Intermodalité
Un parc pour les vélos et un parking pour les véhicules y sont aménagés.
Elle est desservie par des autocars TER de la relation de Haguenau à Bitche.